# Ледяные иглы
Ледяные иглы — атмосферное явление, твёрдые осадки в виде мельчайших ледяных кристаллов, парящих в воздухе, образующиеся в морозную погоду (температура воздуха ниже −10…−15 °C). Днём сверкают в свете лучей солнца, ночью — в лучах луны или при свете фонарей. Нередко ледяные иглы образуют в ночное время красивые светящиеся «столбы», идущие от фонарей вверх в небо. Наблюдаются чаще всего при ясном или малооблачном небе, иногда выпадают из перисто-слоистых или перистых облаков.
Из подобных ледяных кристаллов построены и облака верхнего яруса (перистые и др.), в связи с этим в них иногда наблюдаются сходные оптические явления в виде солнечных столбов, но образуются они не в приземном слое, а в верхней тропосфере. В отличие от солнечных столбов (оптического эффекта), ледяные иглы относятся к атмосферным явлениям и отмечаются метеорологическими станциями.
Ледяные иглы обычно образуются при ясном или почти ясном небе, поэтому их иногда называют также «осадками ясного неба». Наиболее часто это явление наблюдается в Антарктике и Арктике, но может иметь место в любом месте при температуре воздуха ниже −10…−15 °C. В полярных регионах алмазная пыль может наблюдаться в течение нескольких дней без перерыва.
Ледяные иглы напоминают туман, однако, в отличие от него, состоят не из капель жидкой воды, а из кристаллов льда; кроме того, в отличие от тумана, они лишь в редких случаях и лишь незначительно снижают видимость. Толщина слоя алмазной пыли может варьироваться от 20 до 300 м. Кристаллы льда образуются при температурной инверсии, когда тёплый воздух над землей смешивается с холодным воздухом у самой поверхности. Так как тёплый воздух обычно содержит больше водяного пара, чем холодный, такое смешивание, как правило, приводит к перемещению водяного пара ближе к поверхности, в результате чего относительная влажность приземного воздуха увеличивается. Если относительное увеличение влажности вблизи поверхности достаточно велико, то могут образоваться кристаллики льда. Для формирования кристаллов льда необходимо, чтобы температура была ниже нуля градусов, хотя обычно они возникают при гораздо более низких температурах воздуха (ниже −10…−15 °C). Форма образующихся кристалликов обычно гексагональная.